# Wild Jimmy Spruill
Wild Jimmy Spruill, geboren als James Edgar Spruill, (Fayetteville, 9 juni 1934 - Florida, 3 februari 1996) was een Amerikaanse sessiegitarist.

## Jeugd
Als kind luisterde hij naar countrymuziek en blues en leerde hij gitaar spelen, eerst op een chordofoon met een sigarendoos als resonator, daarna op een Fender Telecaster met Standelversterker. Later ging hij spelen op een Gibson Les Paul, die hij aanpaste.

## Carrière
Hij verhuisde in 1955 naar New York en begon te werken als sessiemuzikant. Hij werkte veelvuldig voor de producenten Danny en Bobby Robinson, die de leiding hadden over de labels Fire, Fury, Everlast, Enjoy en VIM, met als honk Bobby Robinsons platenzaak Happy House of Hits in Harlem. Hij werkte ook voor Old Town Records, Vanguard Records en andere New Yorkse labels en verscheen op platen van King Curtis, Little Anthony & the Imperials, The Shirelles, Tarheel Slim en Elmore James. Hij bracht ook singles uit onder zijn eigen naam.
In mei 1959 bereikte The Happy Organ van Dave 'Baby' Cortez de top van de Billboard Hot 100-pophitlijst en werd opgevolgd door Kansas City van Wilbert Harrison. Beide opnamen bevatten gitaarsolo's van Spruill. Een andere bekende opname waarbij Spruill speelde was Fannie May van Buster Brown, die de top bereikte van de r&b-hitlijst in het begin van 1960. Hij was te horen op Tossin' and turnin' (#1) van Bobby Lewis en Dedicated to the One I Loved (#3) van The Shirelles. Geruchten deden de ronde dat hij speelde bij Aretha Franklin's Respect-sessies.
Spruill was een showman, bekend door zijn gitaarspel met zijn tanden. Zijn sound was onconventioneel, bekend voor zijn harde uithalen en gevoel van vrijheid, onverwachts overgaand van zelfbewuste beginparts tot ritmisch doortastende, schrapende ritmes. Een van zijn interessantste solo-opnamen was Hard Grind, dat oorspronkelijk werd uitgegeven als de B-kant van Kansas City March. Andere solozijden bevatten Slow Draggin' , Cut and Dried, Scratchin' Twist en Slow Draggin' .
Spruill formeerde in het midden van de jaren 1960 een East Coast nachtclub-trio met Tommy Knight (zanger) en Popsy Dixon (drummer). Tijdens de jaren 1970 en 1980 werkte hij als binnenhuisarchitect in New York, werkte hij sporadisch met muziekinstrumenten als de mogelijkheid zich voordeed en maakte hij minstens een Europese tournee met zanger/gitarist Larry Dale en zanger/pianist Bob Gaddy.

## Overlijden
Spruill overleed in februari 1996 op 61-jarige leeftijd aan de gevolgen van een hartinfarct tijdens een busreis van Florida, waar hij zijn familie en de saxofonist Noble 'Thin Man' Watts had bezocht, naar zijn huis in The Bronx.

## Compilaties
- Great R&B Instrumentals, Ace Records: (Hard Grind)
- New York Wild Guitars, (P-Vine Records) (Japanse compilatie)
- Scratch 'n Twist, Night Train International: Rare and Unreissued New York Rhythm and Blues, 1956-1962
- Scratchin' • The Wild Jimmy Spruill Story: gepubliceerd in 2014

- Bibliothèque nationale de France: cb139924802 (data)
- International Standard Name Identifier: 0000 0000 1081 8640
- Library of Congress Control Number: no2010006692
- MusicBrainz: c8b1f62a-a89c-4580-9e93-359ab5a4918f
- SNAC: w6cc4bd2
- Virtual International Authority File: 5127499
- WorldCat: E39PBJf8vpRYpycX6tWMxP3fbd